# Kumastakan
Kumastakan je paleovulkanska kupa visine 730 metara. Široka je u bazi oko 1 km, a njena relativna visina iznosi 250 metara. Nalazi se južno od planinske mase Crnog vrha u istočnoj Srbiji.